# Castell de Peleș
El castell de Peleș és un palau de Sinaia construït entre 1873 i 1914. Pensat com a residència d'estiu dels reis de Romania, l'edifici actual és propietat de la família reial de Romania i alberga el Museu Nacional de Peleș.

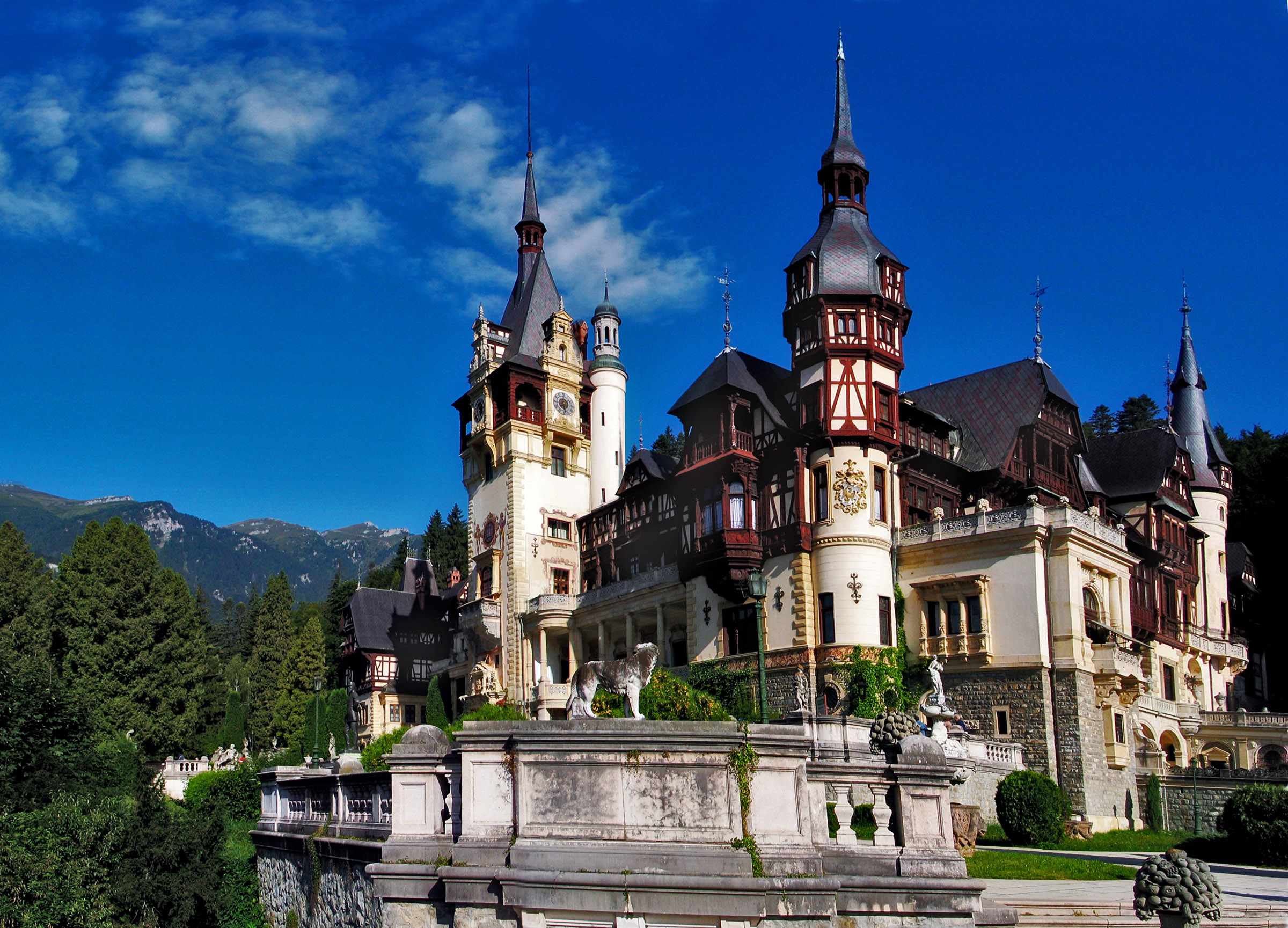
Castell de Peleș - terrassa

## Ubicació

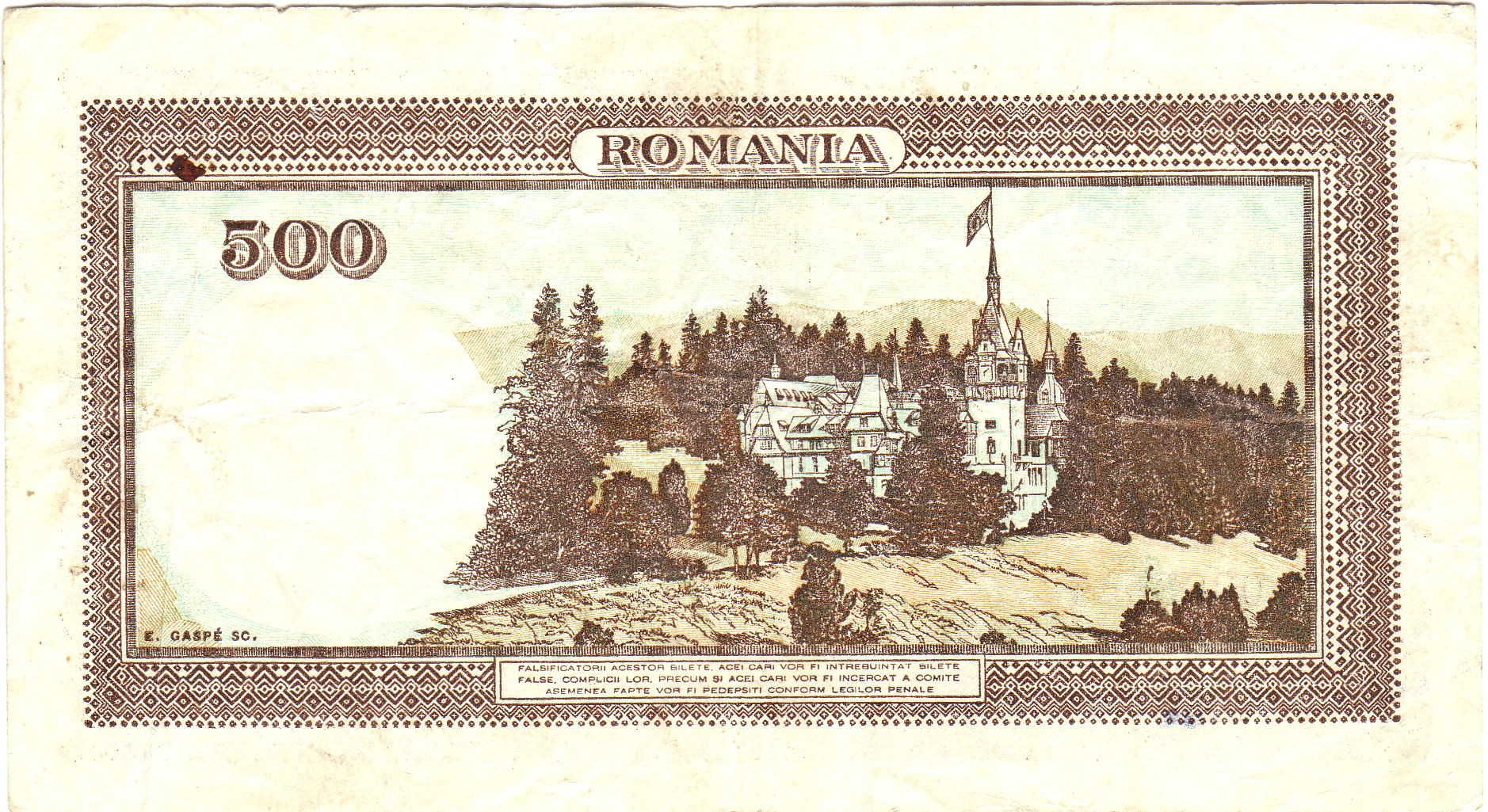
Castell de Peleș al revers del bitllet de 500 lei publicat el 1941.

El castell de Peleș està situat a Sinaia, a la vall de Prahova, a 44 km de Brașov i 122 km de Bucarest, a la carretera europea E60 (DN1). Es troba en un indret de pas, atès que hi ha molts trens que surten de Ploieşti o Brasov direcció a Sinaia.

## Descripció general del domini de Peleș i del castell

### Construcció històrica del castell
El Castell de Peleș és la residència d'estiu dels reis de Romania. Va ser construït per desig del rei Carles I de Romania (1866-1914), per l'arquitecte Johannes Schultz, Carol Benesch i Karel Liman, i va ser decorat pels populars interioristes J.D. Heymann d'Hamburg, agost Bembé de Magúncia i Bernhard Ludwig de Viena.
El castell de Peleş és un dels edificis històrics més importants de Romania, amb un caràcter únic i que, a través del seu valor històric i artístic, constitueix un dels monuments més importants a Europa a la segona meitat del segle xix.

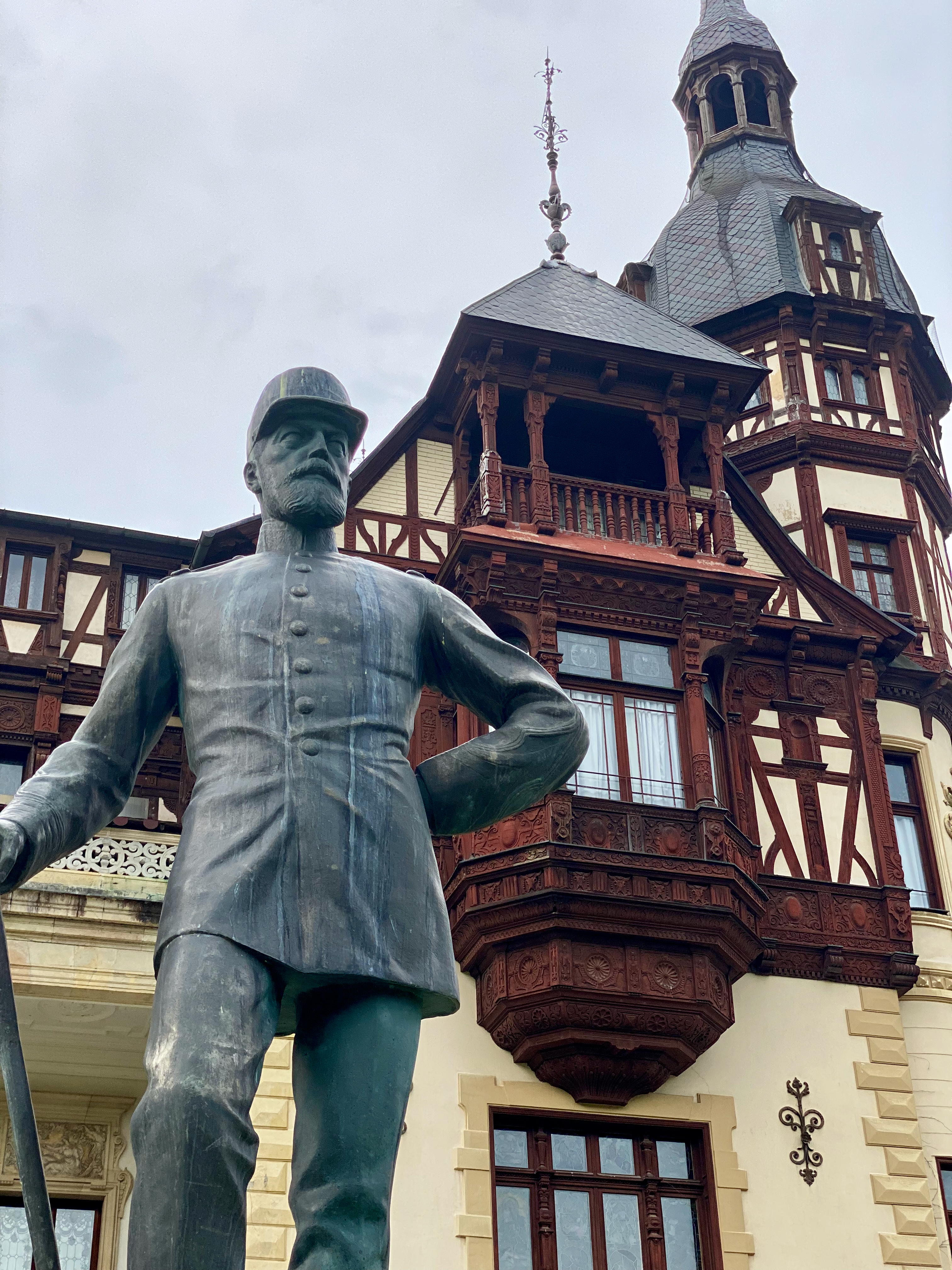
Estàtua de Carles I

El príncep Carles I, governador de Romania a 1866, va visitar Sinaia per primera vegada a l'agost del mateix any, quedant encantat amb la bellesa d'aquests llocs. En aquest moment, Sinaia era un petit poble de muntanya anomenat Pont Negre. El governant va decidir construir un castell en un lloc aïllat i pintoresc, al costat del riu Piatra Arsă. Uns anys més tard, cap al 1872, va comprar el terreny i les obres van començar el 1873 sota el lideratge dels arquitectes Johannes Schultz, Carol Benesch i Karel Liman. Es treballadors van haver de fer esforços per dominar els elements capritxosos de la natura, com ara els cursos de l'aigua subterrània o les freqüents esllavissades de terra.
Els 300 treballadors que van treballar-hi van trigar dos anys fins a completar les obres segons els acords signats. Durant aquest temps, el governant va supervisar personalment les obres en detall. El 1875 es va col·locar la primera pedra del castell, sota la qual s'hi van enterrat unes desenes de monedes d'or de 20 lei, les primeres monedes romaneses amb la cara de Carles I.
El 1883 es va inaugurar oficialment Peleș, que el governant va considerar com l'assentament definitiu de la nova dinastia. Que fos a la vall de Prahova no va ser casual, ja que es trobava no gaire lluny de Predeal, la frontera de Romania amb l'Imperi Austrohongarès era en aquell moment. Després de la unificació de Transsilvània amb el vell regne romanès, el castell va quedar situat al cor del país.
Peleș esdevingué cada cop més important, convertint-se en la residència d'estiu de la família reial romanesa, on hi passava molt de temps, generalment de maig a novembre. Aquí s'hi van celebrar importants reunions polítiques, com ara els Consells de la Corona de 1914 (postulant la neutralitat de Romania en la Primera Guerra Mundial) i el 1925.
El castell allotjava moltes personalitats de l'època, escriptors, músics, però també reis i reines. La visita més important va ser la del primer emperador austrohongarès, Franz Joseph, el 1896. Cal destacar que va fer moltes fotos en aquesta ocasió, quedant impressionat per la bellesa i la riquesa del castell. Al 1906 es va esperar una nova visita de l'emperador amb motiu de la celebració del 40 aniversari del rei Carles I. En aquesta ocasió, el pis imperial es va organitzar al castell, però la visita de Franz Joseph no va tenir lloc.
Un càlcul sumari mostra que entre 1875 i 1914 es van gastar més de 16 milions de lei en or a Peleş.
Fins i tot després de la seva inauguració el 1883, Peleş ha patit canvis, sempre en expansió. La forma actual només es va aconseguir el 1914 (any de la mort del rei Carles I). El castell té 160 habitacions i diverses entrades i escales interiors. La torre central mesura no menys de 66 peus d'alçada. A més a més de la mateixa Peleş, a la zona també s'hi van erigir dos edificis més petits, Pelişorul i Foişorul.
Peleș també té una sala de teatre amb una petita escena i 60 places, a més de la casa reial. El castell tenia unes instal·lacions molt modernes per a l'època en què es va construir. Per exemple, el sostre de vidre del passadís és mòbil i pot ser desplaçar mitjançant un motor elèctric. Al 1883, el castell va obtenir calefacció central.
Al costat del castell s'hi van construir el Pelişorul, la casa dels guàrdies, un economat, la casa de caça Foyşor, jardins i la vila de Şipot. Fins que va acabar el castell (1883), el rei Carles I i la reina Elisabeth vivien a la casa de caça al costat, que s'havia acabat molt abans que el castell. Gràcies a la seva pròpia central elèctrica, Peleș va ser el primer castell totalment electrificat a Europa.
PeleșLté una importància cabdal per la història de Romania. Aquí hi va néixer el 1893, el futur rei Carles II (1930-1940), el primer rei de la dinastia nascut en sòl romanès i el primer batejat en la religió ortodoxa. El 1921, el seu fill, rei Miquel I, va néixer a Foisor. El 1921, a Peleş té lloc el casament de la princesa Ileana, una de les germanes de Carles II, amb nombroses personalitats de l'època, entre elles Nicolae Iorga. Dos anys més tard, hi tingueren lloc les celebracions del mig segle del Castell de Peleș (50 anys des de l'inici de les obres).

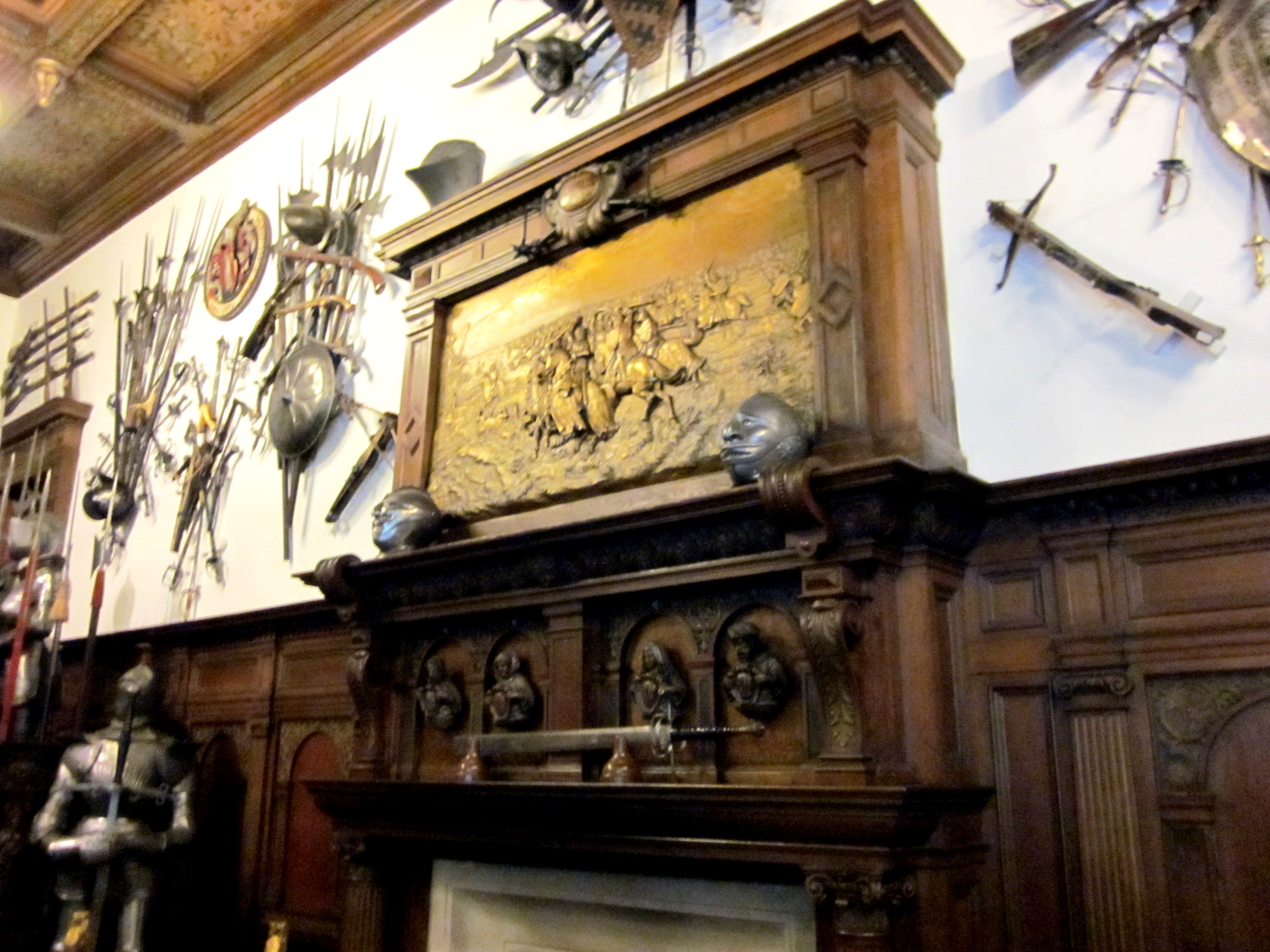
Sala d'armes

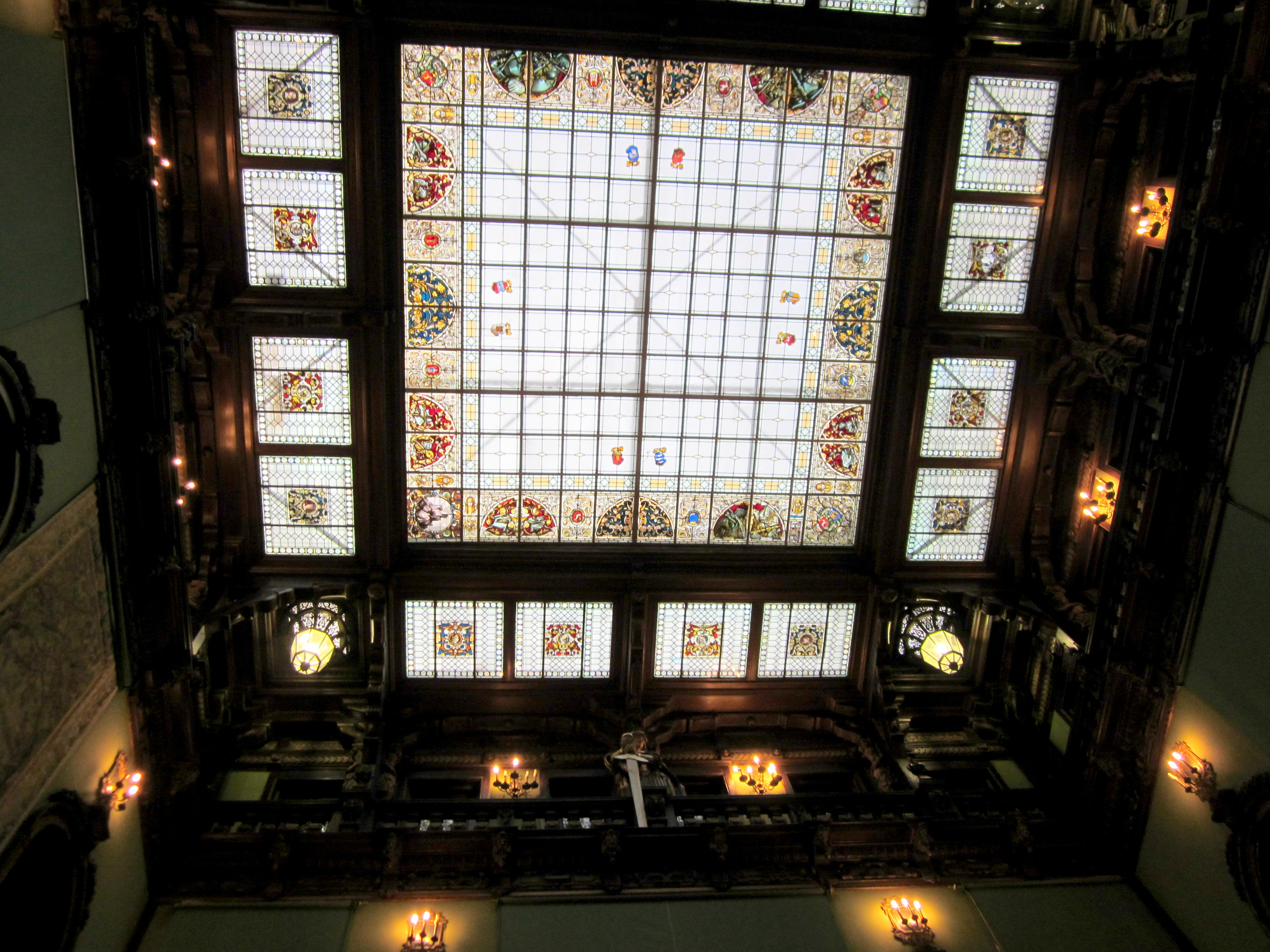
Sostre de vidre

Al castell de Peleș, les sales més importants que es poden visitar són:
- El saló d'honor és grandiós, amb panells de fusta de noguera, amb paret de baixos relleus i estatuetes. El sostre de vidre mòbil, desplaçat per un motor elèctric o per un sistema manual, va ser una sorpresa per als visitants del rei, que podia admirar la serenitat del cel a les nits d'estiu. Va ser acabat al 1911, sota la direcció de Karel Liman .
- La biblioteca reial atrau especialment a aquells apassionats de llibres rars, amb cobertes de cuir i gravades en lletres d'or. Fins i tot per a aquells que no coneguin l'univers del llibre, hi ha un punt d'atracció: la porta secreta, una manera d'accedir a una prestatgeria, on el rei podia escapar a diverses habitacions del castell.
- Les sales d'armes, organitzades entre els anys 1903 i 1906, ofereixen més de 4.000 peces europees i orientals dels segles XIV al XVII. El més preciós és l'armadura alemanya dels segles XVI al XVII i una armadura completa per a cavalls i cavallers, única a Romania.
- El saló de música es va convertir en un saló de festes musicals a petició de la reina Isabel. Els mobles aquí van ser rebuts del maharajah de Kapurthala.
- El saló florentí, també anomenat Gran Saló, impressiona amb el sostre folrat de calç daurat, juntament les dues grans llums d'aranya i les decoracions neo-renaixentistes italianes.
- El vestíbul és obra de l'arquitecte Charles Lecompte du Nouy, amb elements hispà-moriscs, amb una font de marbre de Carrara, una còpia d'una peça del Caire.
- El teatre té 60 seients i la llotja real està decorada amb estil Louis XIV.
- La sala de concerts, creada el 1906, es troba a la primera planta i els instruments musicals són un clavicèmbal executat a Anvers el 1621, un piano vertical de Blüthner i un òrgan de Rieger de dues claus.
- L'apartament imperial també es va construir el 1906 durant la visita (que no va tenir lloc) per part de l'emperador austrohongarès Franz Joseph I, convidat al 40 aniversari del rei Carles I.

Altres habitacions són:
- El Palau del Consell, que recorda a un dels salons de l'Ajuntament de Lucerna, Suïssa.
- L'oficina on hi ha un escriptori senyorial i un escriptori per a públic o convidats.
- El saló, on es mostren peces d'argent d'alt valor, es troba a la primera planta i té un mobiliari rústic del segle xviii del segle xviii .
- El saló turc, que acull una col·lecció de testos turcs i perses en llautó.
- El dormitori reial està il·luminat per una aranya de cristall de Bohèmia.

Les vitrines del castell de Peleș van ser comprades i instal·lades entre el 1883 i el 1914, la majoria importades de Suïssa i Alemanya, que daten dels segles XV i XVII.
Al seu voltant, el castell té set terrasses decorades amb estàtues de pedra, fonts i olles ornamentals de marbre de Carrara.
Després del castell de Bran, el castell de Peleş és considerat el segon museu del país buscat pels turistes. Només el 2006 va superar el seu llindar de 250.000 visitants de Romania, però també provinents dels EUA, Austràlia, Japó i Nova Zelanda. En els primers sis mesos del 2010, 80.000 turistes van visitar el castell de Peleș.
La importància del castell també la donen les mesures de seguretat existents: guàrdia militar, supervisors i càmeres de vídeo.
No fa gaire, es va obrir una visita al públic extensa, que incloïa tant la primera planta com la segona. Per tant, hi ha un pis (l'últim) no obert al públic, un pis que serveix de lloc per emmagatzemar diferents objectes, pintures, etcètera. Al novembre de cada any, el castell de Peleş està tancat per a la neteja general.

## Castell de Peleș durant l'era comunista
El castell va romandre la residència de la família reial fins al 1948, moment en què va ser capturat pel règim comunista. El 1953, Peleş es va convertir en un museu, però cal dir que es podia visitar des del temps del rei Carles I.
Durant els darrers anys del règim comunista, entre 1975 i 1989, Nicolae Ceausescu va ordenar que el domini fos tancat al públic. Les úniques persones acceptades en aquest àmbit eren el personal de manteniment, militar i de seguretat. Tota la zona ha estat declarada zona d'interès del protocol.
El règim comunista va propagar la idea que el domini real de Peleş hagués estat part del domini de la Corona, i, per tant, propietat de Romania. La veritat històrica és que tant el castell de Peleş com el de Pelişor i el de Foişor es van construir amb els diners personals del rei Carles I, que venia una finca alemanya per pagar les despeses de la construcció i la construcció de l'edifici. El rei va evitar utilitzar els diners de l'erari públic, per la qual cosa el camp mai no va formar part dels dominis de la Corona, que eren propietat de l'estat només a la disposició del sobirà. Després de la mort del rei Carles I, el domini va passar al rei Ferran I i al seu successor dinàstic, el rei Miquel I. El rei Carles II no ha estat propietari de la propietat de Sinaia, per la qual cosa el seu nebot del matrimoni morganístic amb Ioana Zizi Lambrino no té cap dret de propietat.
Nicolae Ceausescu va visitar el castell molt poques vegades. Una història que va circular als anys vuitanta deia que Ceausescu volia establir una residència de protocol a Peleș.

## Castell de Peleș actualment utilitzat per la família reial

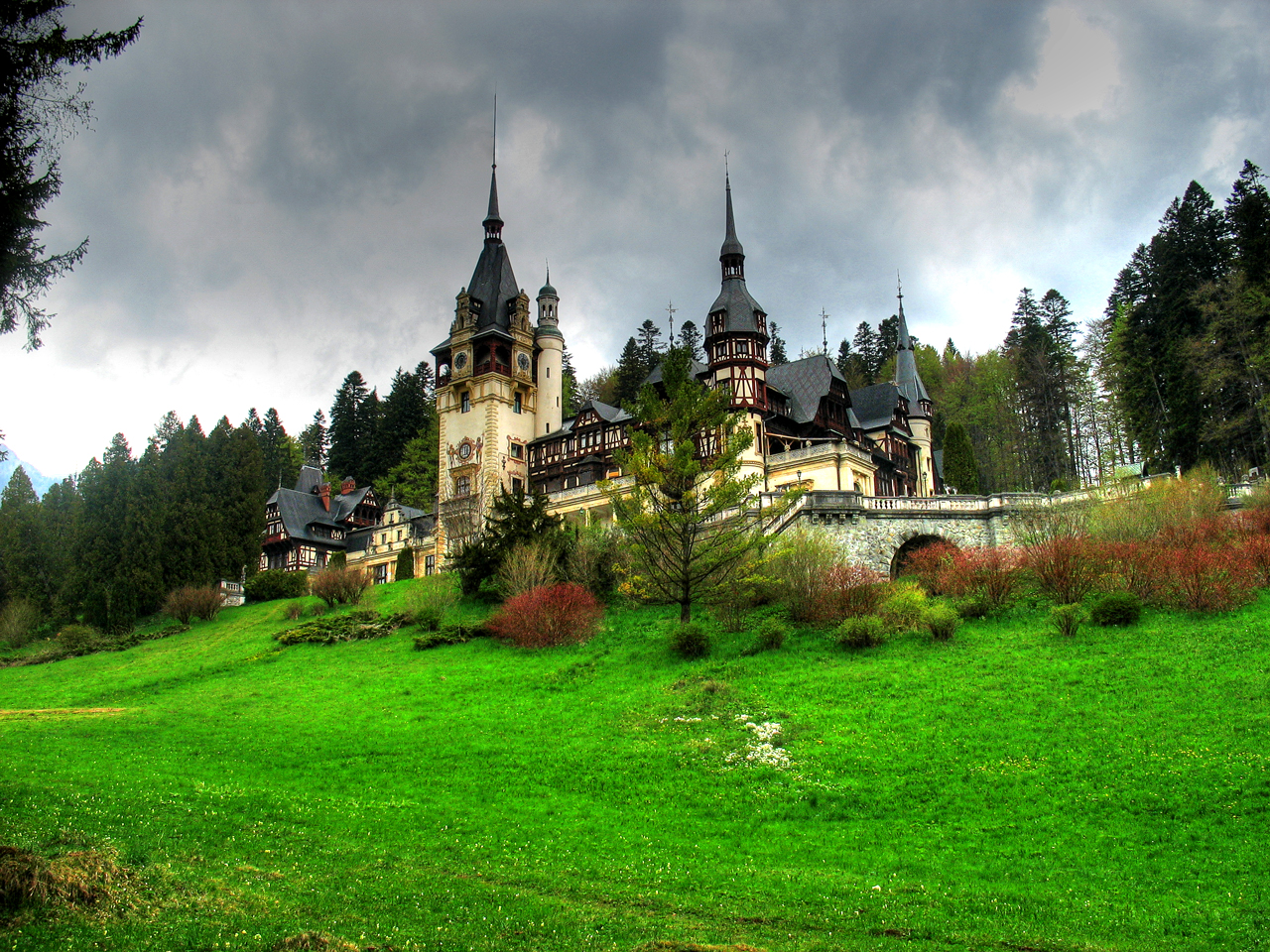
Castell de Peleș el 2007

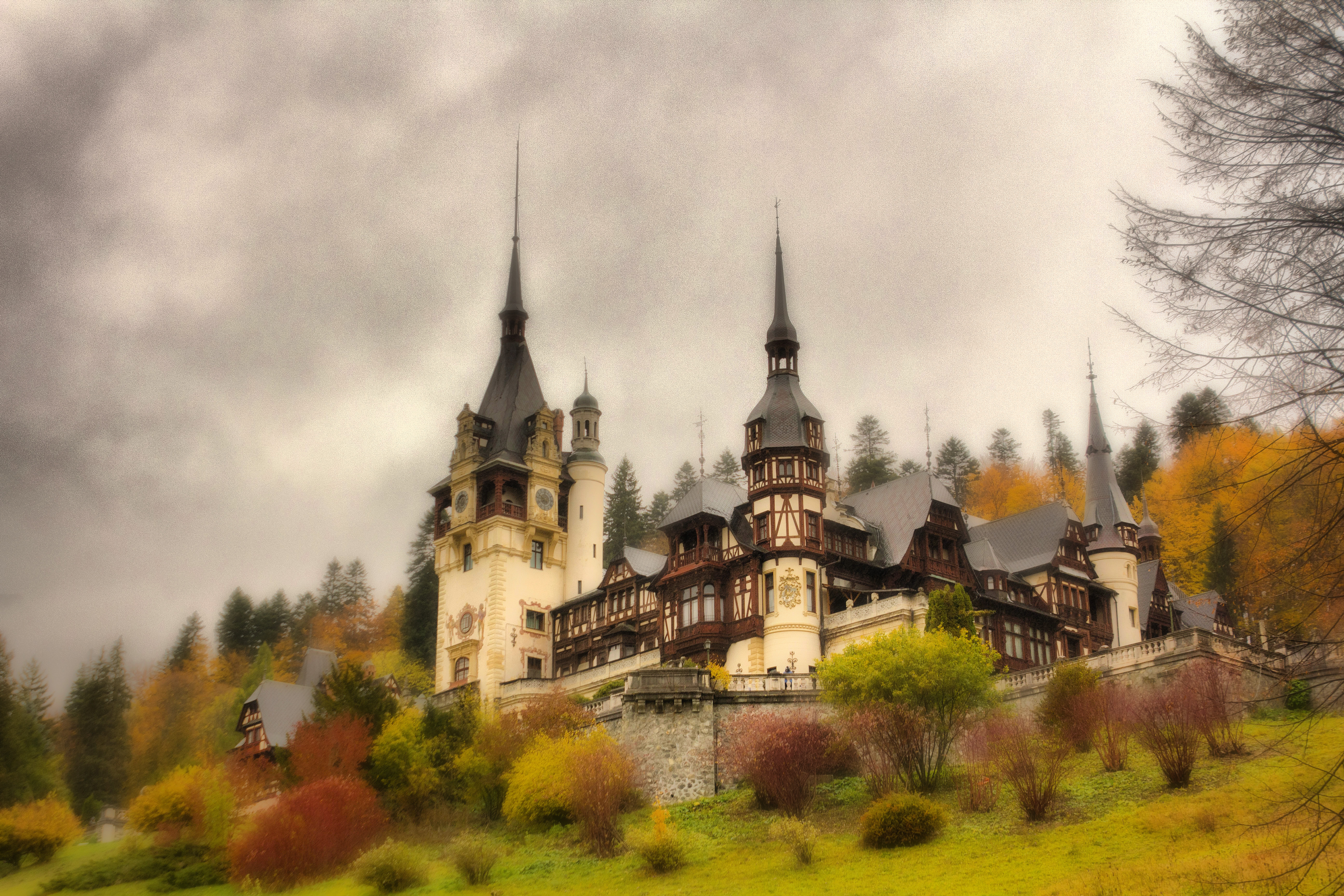
Castell de Peleș el 2012

Propietat privada de la família reial de Romania des del principi, el castell de Peleş es va nacionalitzar ràpidament després del cop d'Estat comunista el 30 de desembre de 1947, que va provocar l'abdicació forçosa del rei Miquel i el seu exili forçat, que va durar 50 anys.
Després de la Revolució de desembre de 1989, el castell de Peleș i Pelişorul van ser reintegrats al circuit turístic. Des del 1990, Pelişorul també està oberta al públic turístic.
El 2006, el govern romanès va anunciar la restitució del rei Mihai I de Romania. Després del retorn definitiu del rei i la seva família al país el 1997, el castell va ser retornat als propietaris adequats després d'un llarg judici. La restitució real va tenir lloc el 20 de febrer de 2007. No obstant això, el rei va expressar el seu desig que el palau continués acollint el Museu Nacional de Peleș, un museu de l'estat, que s'utilitzava ocasionalment per a esdeveniments importants de rellevància nacional organitzats per la família reial.
Contràriament als rumors, després de la retrocessió, el castell no es va vendre a l'Estat romanès per un import de 30 milions d'euros.
El 10 de maig de 2016, amb motiu del Dia Nacional de la Independència de Romania i del 150è aniversari de la dinastia romanesa, la bandera personal de la seva Altesa Reial la Princesa Margarida de Romania va hissar-se al pal més alt del castell per primera vegada des de l'expulsió del rei el 1947.